# Lyudmila Pinayeva
Lyudmila Pinayeva (em russo:  Людмила Иосифовна Хведосюк-Пинаева, Krasnoye Selo, São Petersburgo, 14 de janeiro de 1936) é uma velocista russa na modalidade de canoagem.

## Carreira
Foi vencedora das medalhas de Ouro em K-1 500 m em Tóquio 1964 e em Cidade do México 1968.
Foi vencedora da medalha de Ouro e da medalha de Bronze em K-2 500 m em Munique 1972.